# Judith Godrèche
Judith Godrèche (Parigi, 23 marzo 1972) è un'attrice e scrittrice francese.

## Biografia
Figlia di uno psicanalista, Alain Godrèche, nato da una famiglia ebraica di origini polacche e russe (il cognome originario della famiglia paterna era, infatti, "Goldreich"), e di una psicoterapeuta infantile, Marie Deslis, i suoi primi impieghi nel lavoro riguardavano delle pubblicità per un'azienda giapponese, produttrice di cioccolato. La sua prima apparizione nel cinema avvenne nel ruolo di figlia di Claudia Cardinale nel film L'estate prossima (L'été prochain).
A 14 anni le fu assegnato il suo primo ruolo da protagonista, nel film di Benoît Jacquot Les Mendiants con Dominique Sanda. Nel 1989 recitò in un film di Jacques Doillon, La Fille de quinze ans con Melvil Poupaud, che le portò una grande fama. Nel 1990 fu nominata come Miglior Attrice Promettente ai César per la sua interpretazione nel film di Jacquot La Désenchantée.
Nel 1994 il suo romanzo Point de côté fu pubblicato dalla Broché Publishers con buoni risultati. La Godrèche non fu conosciuta nel cinema americano fino al 1996, quando uscì il film di Patrice Leconte Ridicule, nel ruolo di Matilde de Bellegarde. Nel 1998 recitò con Leonardo DiCaprio nel film La maschera di ferro (The Man in the Iron Mask).
Fu nominata nel 2002 ai Premi César come Migliore Attrice Non-Protagonista nel film-sorpresa L'appartamento spagnolo. I suoi fans considerano la sua bellezza come "innocente sensualità". Nel 2023 scrive e realizza la mini serie televisiva in sei episodi Icon of French Cinema dove mette in scena il suo alter ego che con umorismo affronta certe realtà oscure dell'ambiente cinematografico nell'ottica del Movimento MeToo. L'attrice in un'intervista per Cahiers du cinéma ha affermato che l'idea di riportare alla luce certe dimensioni le è venuta dal documentario dello psicanalista Gérard Miller Les Ruses du désir: l'interdit, nell'ottica di un work in progress finalizzato al cambiamento.

## Vita privata
Precedentemente fidanzata con il regista Benoît Jacquot, si è sposata nel 1998 con il comico Dany Boon, che aveva conosciuto sul set di Bimboland. I due hanno avuto un figlio, Noè. Nel 2002 ha divorziato da Boon.
Dal 2004 è compagna dello sceneggiatore Maurice Barthélémy da cui ha avuto una figlia, Tess, nata nel 2005.

## Filmografia

### Attrice
- L'estate prossima (L'été prochain), regia di Nadine Trintignant (1985)
- Les Mendiants, regia di Benoît Jacquot (1987)
- La Méridienne, regia di Jean-Francois Amiguet (1988)
- Un Été d'orages, regia di Charlotte Brandström (1988)
- Les Saisons du plaisir, regia di Jean-Pierre Mocky (1988)
- Sons, regia di Alexandre Rockwell (1989)
- La Fille de quinze ans, regia di Jacques Doillon (1989)
- La Désenchantée, regia di Benoît Jacquot (1990)
- La chiave della trentesima porta (30 Door Key - Ferdydurke), regia di Jerzy Skolimowski (1991)
- Contro il destino (Paris s'éveille), regia di Olivier Assayas (1991)
- Emma Zunz, regia di Benoît Jacquot - Film TV (1992)
- Tango, regia di Patrice Leconte (1993)
- Nuova vita (Une Nouvelle vie), regia di Olivier Assayas (1993)
- Grande petite, regia di Sophie Fillières (1994)
- L'aube à l'envers, regia di Sophie Marceau - cortometraggio (1995)
- L'insolente (Beaumarchais, l'insolent), regia di Édouard Molinaro (1996)
- Ridicule, regia di Patrice Leconte (1996)
- Il rosso e il nero - miniserie TV (1997)
- La maschera di ferro (The Man in the Iron Mask), regia di Randall Wallace (1998)
- Bimboland, regia di Ariel Zeitoun (1998)
- Entropy - Disordine d'amore (Entropy), regia di Phil Joanou (1999)
- South Kensington, regia di Carlo Vanzina (2001)
- L'appartamento spagnolo (L'auberge espagnole), regia di Cédric Klapisch (2002)
- Parlami d'amore (Parlez-moi d'amour), regia di Sophie Marceau (2002)
- Quicksand - Accusato di omicidio (Quicksand), regia di John Mackenzie (2003)
- France boutique, regia di Tonie Marshall (2003)
- Tu vas rire mais je te quitte, regia di Philippe Harel (2005)
- Tout pour plaire, regia di Cécile Telerman (2005)
- Papa, regia di Maurice Barthélémy (2005)
- J'veux pas que tu t'en ailles, regia di Bernard Jeanjean (2007)
- Potiche - La bella statuina (Potiche), regia di François Ozon (2010)
- L'Art d'aimer, regia di Emmanuel Mouret (2011)
- Stoker regia di Park Chan-wook (2013)
- The Overnight, regia di Patrick Brice (2015)

### Regista
- Icon of French Cinema (2023)

## Doppiatrici italiane
- Ilaria Stagni in Ridicule
- Eleonora De Angelis in La maschera di ferro
- Barbara De Bortoli in South Kensington
- Giò Giò Rapattoni in L'appartamento spagnolo
- Selvaggia Quattrini in Potiche - La bella statuina